# Großhofen
Großhofen ist mit 100 Einwohnern (Stand 1. Jänner 2025) die nach Einwohnerzahl kleinste Gemeinde Niederösterreichs. Sie liegt im Marchfeld (Bezirk Gänserndorf) in direkter Nachbarschaft zu Markgrafneusiedl. Sie ist als Angerdorf angelegt, in dessen Mitte eine kleine Kapelle steht.

## Geografie
Großhofen liegt im Weinviertel in Niederösterreich. Die Fläche der Gemeinde umfasst sechs Quadratkilometer, 94 Prozent davon sind landwirtschaftliche Nutzfläche.

### Gemeindegliederung
Es gibt nur die Katastralgemeinde Großhofen.

### Nachbargemeinden
| Parbasdorf |                                             | Markgrafneusiedl |
| Raasdorf   | Kompassrose, die auf Nachbargemeinden zeigt | Glinzendorf      |
|            | Groß-Enzersdorf                             |                  |

## Geschichte
Erstmals urkundlich erwähnt wurde Großhofen im Jahr 1316. Im Jahr 1822 wurde der Ort als Dorf mit 18 Häusern genannt, das nach Markgrafneusiedl eingepfarrt war, wohin auch die Kinder eingeschult wurden. Die Herrschaft Großenzersdorf besaß die Ortsobrigkeit, übte die Landgerichtsbarkeit aus, besorgte die Konskription und hatte die Grundherrschaft inne. Laut Adressbuch von Österreich waren im Jahr 1938 in der Ortsgemeinde Großhofen ein Gastwirt, ein Schuster und ein Landwirt mit Direktvertrieb ansässig. Von 1938 bis 1954 gehörte Großhofen als Teil des neu geschaffenen 22. Bezirks Groß-Enzersdorf zu Groß-Wien.

### Einwohnerentwicklung
| Großhofen: Einwohnerzahlen von 1869 bis 2024        | Großhofen: Einwohnerzahlen von 1869 bis 2024 | Großhofen: Einwohnerzahlen von 1869 bis 2024 | Großhofen: Einwohnerzahlen von 1869 bis 2024 | Großhofen: Einwohnerzahlen von 1869 bis 2024 |
| --------------------------------------------------- | -------------------------------------------- | -------------------------------------------- | -------------------------------------------- | -------------------------------------------- |
| Jahr                                                |                                              |                                              |                                              | Einwohner                                    |
| 1869                                                | 1869                                         |                                              | 116                                          | 116                                          |
| 1880                                                | 1880                                         |                                              | 109                                          | 109                                          |
| 1890                                                | 1890                                         |                                              | 113                                          | 113                                          |
| 1900                                                | 1900                                         |                                              | 114                                          | 114                                          |
| 1910                                                | 1910                                         |                                              | 112                                          | 112                                          |
| 1923                                                | 1923                                         |                                              | 128                                          | 128                                          |
| 1934                                                | 1934                                         |                                              | 122                                          | 122                                          |
| 1939                                                | 1939                                         |                                              | 135                                          | 135                                          |
| 1951                                                | 1951                                         |                                              | 111                                          | 111                                          |
| 1961                                                | 1961                                         |                                              | 108                                          | 108                                          |
| 1971                                                | 1971                                         |                                              | 98                                           | 98                                           |
| 1981                                                | 1981                                         |                                              | 81                                           | 81                                           |
| 1991                                                | 1991                                         |                                              | 71                                           | 71                                           |
| 2001                                                | 2001                                         |                                              | 92                                           | 92                                           |
| 2011                                                | 2011                                         |                                              | 91                                           | 91                                           |
| 2021                                                | 2021                                         |                                              | 105                                          | 105                                          |
| 2024                                                | 2024                                         |                                              | 100                                          | 100                                          |
| Quelle(n): Statistik Austria, Gebietsstand 1.1.2021 |                                              |                                              |                                              |                                              |

## Kultur und Sehenswürdigkeiten

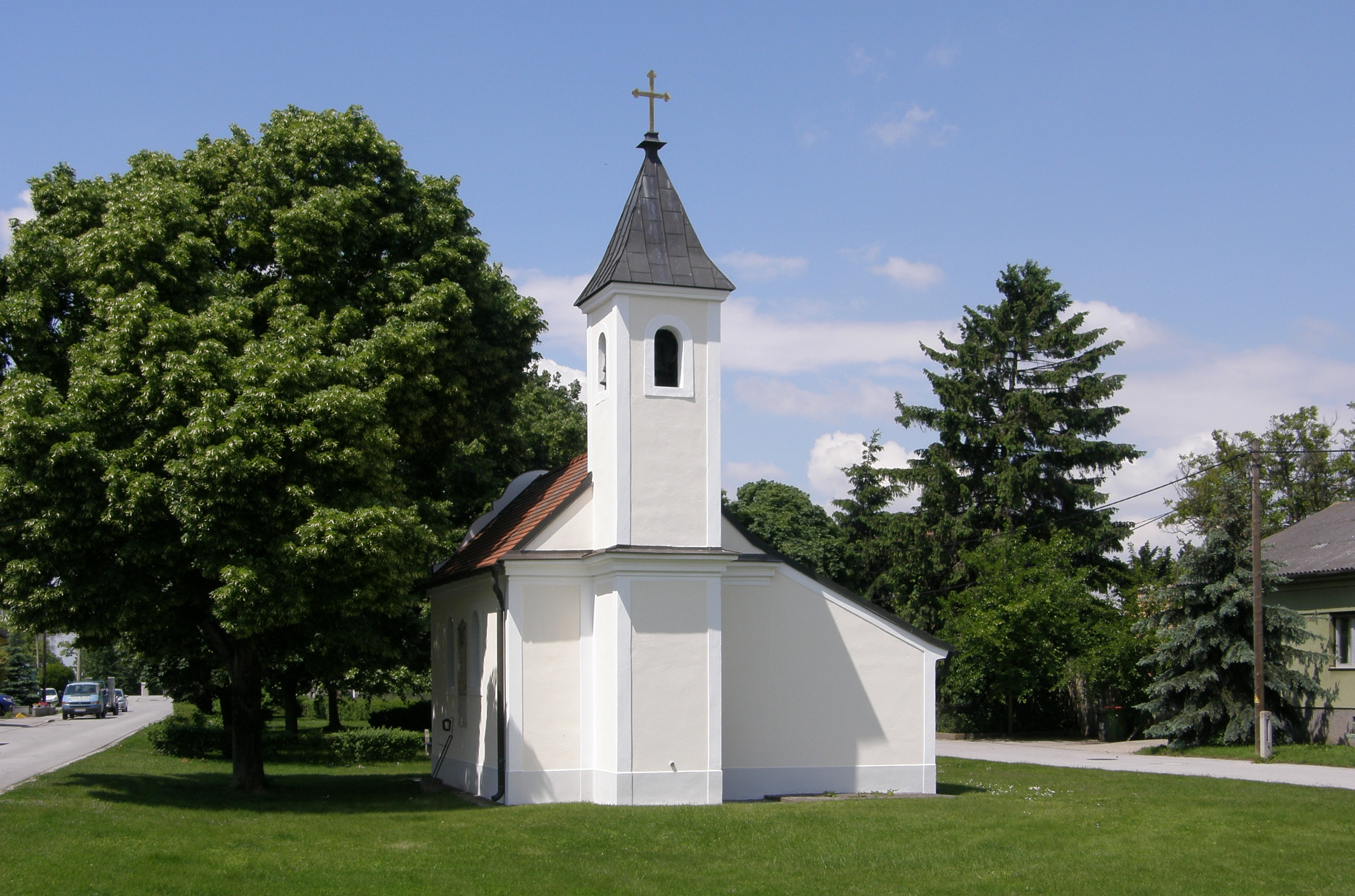
Ortskapelle Großhofen

- Katholische Ortskapelle Großhofen hl. Laurentius

## Wirtschaft
Großhofen ist eine landwirtschaftlich geprägte Gemeinde. Es gibt fünf Bauernhöfe, die alle Haupterwerbsbetriebe sind. Von den 27 Arbeitsplätzen des Ortes entfallen sieben auf die Landwirtschaft, sieben auf das Baugewerbe und dreizehn auf Dienstleistungen. Von den 47 Erwerbstätigen, die 2011 in der Gemeinde lebten, pendelten fast drei Viertel aus.
Eine wesentliche Einnahmequelle sind die 2012 gebauten Windräder.

## Politik
| Der Gemeinderat hat 13 Mitglieder. - Mit den Gemeinderatswahlen in Niederösterreich 1990 hatte der Gemeinderat folgende Verteilung: 13 ÖVP. - Mit den Gemeinderatswahlen in Niederösterreich 1995 hatte der Gemeinderat folgende Verteilung: 13 ÖVP. - Mit den Gemeinderatswahlen in Niederösterreich 2000 hatte der Gemeinderat folgende Verteilung: 10 ÖVP und 3 SPÖ. - Mit den Gemeinderatswahlen in Niederösterreich 2005 hatte der Gemeinderat folgende Verteilung: 10 ÖVP und 3 SPÖ. - Mit den Gemeinderatswahlen in Niederösterreich 2010 hatte der Gemeinderat folgende Verteilung: 10 ÖVP und 3 SPÖ. - Mit den Gemeinderatswahlen in Niederösterreich 2015 hatte der Gemeinderat folgende Verteilung: 10 ÖVP und 3 LGH–Liste Großhofen. - Mit den Gemeinderatswahlen in Niederösterreich 2020 hatte der Gemeinderat folgende Verteilung: 12 ÖVP und 1 LGH–Liste Großhofen. - Mit den Gemeinderatswahlen in Niederösterreich 2025 hat der Gemeinderat folgende Verteilung: 13 ÖVP. | Die zur Anzeige dieser Grafik verwendete Erweiterung wurde dauerhaft deaktiviert. Wir arbeiten aktuell daran, diese und weitere betroffene Grafiken auf ein neues Format umzustellen. (Mehr dazu) |

### Bürgermeister
- bis 2005 Leopold Ripfl (ÖVP)
- 2005–2020 Georg Weichand (ÖVP)
- 2020–2025 Hermann Weiss (ÖVP)[15]
- seit 2025 Andrea Demel (ÖVP)[16]